# Conus corbieri
Espèce
Conus corbieri est une espèce de mollusques gastéropodes marins de la famille des Conidae.
Comme toutes les espèces du genre Conus, ces escargots sont prédateurs et venimeux. Ils sont capables de « piquer » les humains et doivent donc être manipulés avec précaution, voire pas du tout.

## Taxonomie

### Publication originale
L'espèce Conus corbieri a été décrite pour la première fois en 1994 par le malacologiste allemand Manfred Blöcher dans « World Shells »,.

### Synonymes
- Conus (Darioconus) corbieri Blöcher, 1994 · appellation alternative
- Conus pennaceus corbieri Blöcher, 1994 · non accepté
- Darioconus corbieri (Blöcher, 1994) · non accepté